# グレアム・アーサー・バーデン

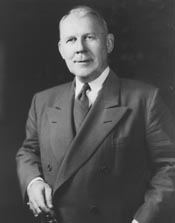
グレアム・アーサー・バーデン

グレアム・アーサー・バーデン（Graham Arthur Barden、1896年9月25日 - 1967年1月29日）は、ノースカロライナ州選出のアメリカ合衆国下院議員（任1935年 - 1961年）。民主党所属。
1896年、ノースカロライナ州サンプソン郡にて出生。12歳の時、ノースカロライナ州バーガウに転居し、公立学校に通った。第一次世界大戦中、アメリカ海軍の水兵だった。
1919年に海軍を去った後、ノースカロライナ大学チャペルヒル校に通って法学を学び、1920年に弁護士資格を取得した。弁護士や高校教諭を短期間務めた後、同年クレイヴン郡裁判所の裁判官となり、1924年まで勤務した。
1932年、ノースカロライナ州下院の議員に選出された。2年後、アメリカ合衆国下院議員選挙に初当選し、13期連続で議員を務めた。第78議会及び第79議会では下院教育委員会の委員長を務め、同委員会が合併して教育労働委員会となると、第81、第82、第84、第85、及び第86議会にて委員長に就任した。
1960年に不出馬を決め、1967年にノースカロライナ州ニュー・バーンにて死去した。 
1979年、キャンベル大学出版局はエルマー・L・パーヤー (Elmer L. Puryear) による伝記を出版した。
ノースカロライナ州ハヴロックに位置するグレアム・A・バーデン小学校の名は、グレアム・アーサー・バーデンに因む。